# Erick Norales
Erick Zenón Norales Casildo (La Ceiba, 11 febbraio 1985) è un ex calciatore honduregno, di ruolo difensore.

## Carriera

### Club
Inizia a giocare nel Vida. Nel 2006 viene ceduto al Club Deportivo Marathón. Dopo una parentesi agli Hunan Billows, nel 2013 ritorna ai Verdolagas.

### Nazionale
Gioca con l'Honduras le olimpiadi di Pechino 2008, dove scende in campo una volta. Dal 2007 è nel giro della Nazionale honduregna, con cui è sceso in campo ventinove volte segnando due gol, al Panama e al Canada.